# Jason Mears
Jason Mears (* um 1976) ist ein amerikanischer Jazzmusiker (Altsaxophon, Klarinette, Komposition).

## Leben und Wirken
Mears, der in Alaska aufwuchs, studierte zunächst Musikerziehung an der Boston University, dann absolvierte er 2002 den Masterstudiengang afroamerikanische improvisierte Musik am California Institute of the Arts in Los Angeles bei Wadada Leo Smith, Leroy Jenkins und Vinny Golia.
Mears gehörte zu Formationen von Vinny Golia wie Music for Like Instruments und dessen Large Ensemble, aber auch zum Jeff Kaiser Ockodektet. Gemeinsam mit dem Trompeter Kris Tiner, dem Bassisten Ivan Johnson und dem Schlagzeuger Paul Kikuchi gründete er das kollaborative Empty Cage Quartet, das zwischen 2004 und 2012 mehrere Alben vorlegte, die von der Kritik gelobt wurden. Mit seinem Electric Quintet veröffentlichte er das Album Book of Changes: Part I (2013); aktuell leitet er ein elektroakustisches Quartett mit Quentin Tolimieri, Ken Filiano und Andrew Drury (Ammonite 2018). Gemeinsam mit Harris Eisenstadt gründete er das elfköpfige Kreative Orchestra of Los Angeles (KOLA), das den Teilnehmern ermöglicht, ihre experimentelle Kompositionen öffentlich aufzuführen. Bereits 2005 war er ein zentrales Mitglied von Eisenstadts Ensemble The Soul and Gone. Weiterhin gehörte er zu dessen Canada Day Octet, zu Anthony Braxtons Trillium E Orchestra und Wadada Leo Smiths Silver Orchestra. 
Mears hat interdisziplinär mit dem Filmemacher Allen Glass und der Tänzerin Miyuki Kobayashi zusammengearbeitet und ist mit Frank Gratkowski, Phillip Greenlief, Jack Wright, Leroy Jenkins, Mark Trayle, Michael Vlatkovich, Jeb Bishop, Jason Roebke, Jeff Parker, Steuart Liebig und Damon Smith aufgetreten. Seine Alben wurden auf den Labels Clean Feed Records, Nine Winds, 482 Music und pfMENTUM veröffentlicht.